# Június 17.
Június 17. az év 168. (szökőévben 169.) napja a Gergely-naptár szerint. Az évből még 197 nap van hátra.
Névnapok: Alida, Laura + Adolf, Alina, Alinka, Bató, Batu, Batus, Folkus, Lauretta, Lorett, Marcián, Nikander, Teofil, Teofila, Teréz, Tereza, Teréza, Terézia, Teri, Terka, Tessza

## Események
- 1519 – Brandenburgi János feleségül veszi Foix Germána özvegy aragón királynét.
- 1885 – A Szabadság-szobor Franciaországból megérkezik New York kikötőjébe.
- 1917 – Választójogi blokk alakul a Függetlenségi és Negyvennyolcas Párt (Károlyi Mihály), a Polgári Radikális Párt (Jászi), a Polgári Demokrata Párt (Vázsonyi) és a Magyarországi Szociáldemokrata Párt (Garami, Kunfi) részvételével.
- 1940 – A Szovjetunió elfoglalja a három balti államot: Észtországot, Lettországot és Litvániát.
- 1944 – Izland kikiáltja függetlenségét.
- 1953 – Népfelkelés az NDK-ban.
- 1967 – Az első kínai kísérleti hidrogénbomba-robbantás.
- 1972 – A Watergate-botrány kirobbanása Washingtonban.
- 2002 – Megalakítják a Tiranában állomásozó NATO-parancsnokságot (NATO HQ Tirana – NHQTi) tanácsadói feladatok ellátása céljából, valamint hogy támogassa az albán hatóságokat (elsősorban az albán védelmi vezetés).
- 2004 – Megjelenik az első, mobiltelefonra írt, „bluetooth”-on keresztül terjedő vírus.
- 2007 – Mahmúd Abbász palesztin elnök meneszti az Iszmail Hanije vezette koalíciós kabinetet, s helyére szükségkormányt nevez ki (Szalam Fajjad vezetésével).

## Sportesemények
Formula–1
- 1951 –  belga nagydíj, Spa-Francorchamps - Győztes: Giuseppe Farina  (Alfa Romeo)
- 1962 –  belga nagydíj, Spa-Francorchamps - Győztes: Jim Clark  (Lotus Climax)
- 1973 –  svéd nagydíj, Anderstorp - Győztes: Denny Hulme  (McLaren Ford)
- 1978 –  svéd nagydíj, Anderstorp - Győztes: Niki Lauda  (Brabham Alfa Romeo)
- 1984 –  kanadai nagydíj, Montreal - Győztes: Nelson Piquet  (Brabham BMW Turbo)
- 2007 –  amerikai nagydíj, Indianapolis - Győztes: Lewis Hamilton  (McLaren Mercedes)

Labdarúgás
- 2023 – Montenegró–Magyarország, Európa-bajnoki selejtező mérkőzés (979. hivatalos mérkőzés), Montenegró, Podgorica

## Születések
- 1239 – I. Eduárd angol király, aki Walest az angol korona fennhatósága alá vonta († 1307)
- 1682 – XII. Károly svéd király a Wittelsbach-ház Pfalz–Zweibrücken ágából származó herceg, 1697–1718 között Svédország királya († 1718)
- 1714 – César-François Cassini de Thury francia csillagász  († 1784)
- 1818 – Zsófia holland királyné († 1877)
- 1818 – Charles Gounod francia zeneszerző, a Szapphó, a Faust és a Rómeó és Júlia című nagysikerű operák alkotója († 1893)
- 1832 – Salamin Leó svájci születésű magyar természettan- és mennyiségtantanár, állami főreáliskolai igazgató († 1902)
- 1832 – William Crookes angol fizikus, kémikus, a tallium felfedezője († 1919)
- 1880 – Carl Van Vechten amerikai író, fényképész († 1964)
- 1882 – Igor Stravinsky orosz zeneszerző, a 20. század egyik legnagyobb hatású zeneszerzője († 1971)
- 1883 – Unger Emil magyar zoológus, ichthiológus, hidrobiológus († 1945)
- 1888 – Heinz Guderian német tábornok, II. világháborús hadvezér († 1954)
- 1898 – M.C.Escher holland festőművész, grafikus, a geometrikus formák mestere († 1972)
- 1904 – Ralph Bellamy amerikai színész  († 1991)
- 1927 – Sütő András erdélyi magyar író, drámaíró († 2006)
- 1928 – Marton Frigyes Jászai Mari-díjas rendező, színházigazgató. A Rádió Kabarészínháza alapító tagja, érdemes- és kiváló művész († 2002)
- 1929 – Tigran Petroszján örmény sakkozó, sakknagymester, 1963 és 1969 közt a sakk világbajnoka († 1984)
- 1931 – Szabó János újságíró, lapszerkesztő, főszerkesztő
- 1938 – Domján Mária magyar színésznő, operetténekes
- 1943 – Bodnár István költő, újságíró
- 1945 – Eddy Merckx (er. Edouard Louis Joseph Merckx) flamand kerékpárversenyző, többszörös bajnok
- 1947 – Leisen Antal magyar színész († 2023)
- 1952 – Venczel Valentin Aase-díjas vajdasági magyar színész, színigazgató
- 1955 – Bánky Gábor Jászai Mari-díjas magyar színész, rendező
- 1958 – Méhes Marietta magyar énekesnő, színésznő
- 1960 – Adrián Campos spanyol autóversenyző († 2021)
- 1961 – Denis Lavant francia színész
- 1961 – Tóth Géza magyar színész, rendező
- 1962 – Lio (Wanda Maria Ribeiro Furtado Tavares de Vasconcelos) portugáliai születésű, Belgiumban élő énekesnő
- 1962 – Paulinyi Tamás,  író, költő, lapszerkesztő, rovatvezető, publicista, pszi-kutató
- 1963 – Tímár Zoltán magyar bábművész, színész († 2017)
- 1971 – Paulina Rubio mexikói énekesnő, színésznő
- 1975 – Dolmány Attila magyar színész, szinkronszínész
- 1979 – Young Maylay amerikai rapper, CJ állandó hangja
- 1980 – Venus Williams amerikai teniszezőnő
- 1980 – Ficsor Ádám politikus, kormányfői kabinetfőnök
- 1985 – Márkosz Pagdatísz ciprusi teniszező
- 1995 – Nagy Ádám magyar válogatott labdarúgó

## Halálozások
- 1501 – I. János Albert lengyel király (* 1459)
- 1759 – Griming Simon kassai szobrász (* ?)
- 1843 – Johann Natterer osztrák zoológus,  természettudós és felfedező (* 1787)
- 1844 – Tessedik Ferenc ügyvéd, földrajzi utazó, író (* 1800)
- 1866 – Gál Sándor honvéd tábornok (* 1817)
- 1883 – Vidats István az első magyar mezőgazdasági gépgyár alapítója (* 1802)
- 1894 – Hermann Lattemann német léghajós, ejtőernyős akrobata (* 1852).
- 1897 – Sebastian Kneipp német katolikus pap, természetgyógyász, világhírű vízgyógyászati módszert fejlesztett ki, mely Kneipp-kúraként vált ismertté (* 1821)
- 1906 – Harry Nelson Pillsbury amerikai sakkozó (* 1872)
- 1956 – Bob Sweikert amerikai autóversenyző (* 1926)
- 1969 – Sinka István magyar író, költő (* 1897)
- 1969 – Török János magyar állatorvos, egyetemi tanár (* 1907)
- 1996 – Farkas Gizella tízszeres világbajnok asztaliteniszező (* 1925)
- 1998 – László Gyula magyar régész-történész, képzőművész, a „kettős honfoglalás" elméletének kidolgozója (* 1910)
- 2003 – Knézy Jenő magyar sportújságíró, riporter (* 1944)
- 2004 – Nagy Richárd, az iraki háború első magyar katona áldozata (* 1977)
- 2004 – Jacek Kuroń lengyel politikus, a lengyel demokratikus ellenzék egyik kiemelkedő vezetője (* 1934)
- 2014 – Roska Tamás Széchenyi-díjas magyar villamosmérnök, informatikus, egyetemi tanár, a Magyar Tudományos Akadémia rendes tagja (* 1940)
- 2020 – Kárpáti György, háromszoros olimpiai bajnok magyar vízilabdázó, edző, a nemzet sportolója (* 1935)
- 2022 – Jean-Louis Trintignant, francia színész (* 1930)

## Nemzeti ünnepek, emléknapok, világnapok
- Világnap az Elsivatagosodás és az Aszály Ellen
- Izland: a függetlenség napja (1944)